# Pseudodoxia Epidemica
Pseudodoxia Epidemica aneb Vhled do mnoha přijímaných principů a běžně předpokládaných pravd, též Hrubé chyby, je kniha Thomase Brownea vyvracející běžně vžité mýty a domněnky poloviny 17. století. Dílo poprvé vyšlo roku 1646 a bylo postupně rozšiřováno v pěti vydáních. Poslední revize je z roku 1672. Browne se ve způsobu argumentaci a snášení důkazů drží metod Francise Bacona. Dílo je považováno za špičku vědecké žurnalistiky své doby.